# Düsseldorfer Radschläger

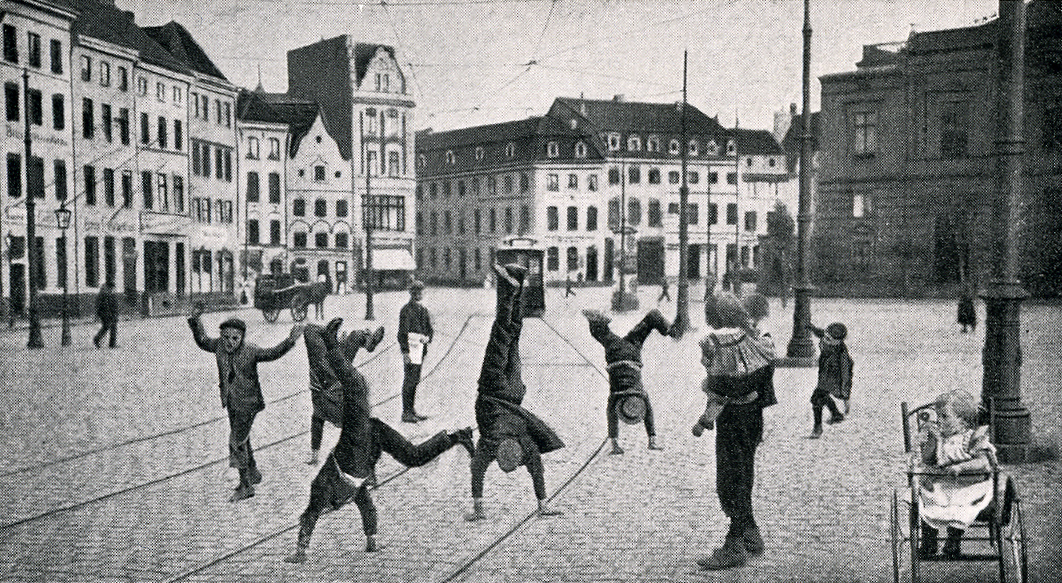
Düsseldorfer Radschläger um 1900

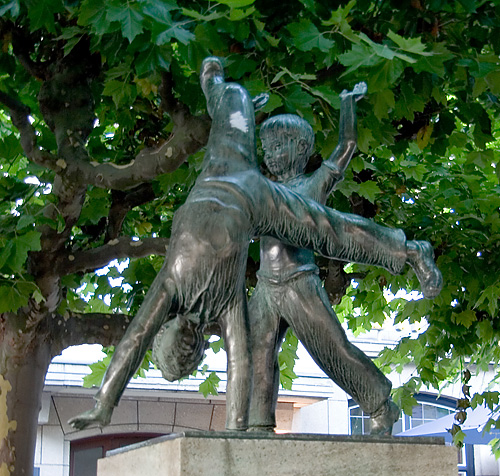
Radschlägerbrunnen auf dem Burgplatz

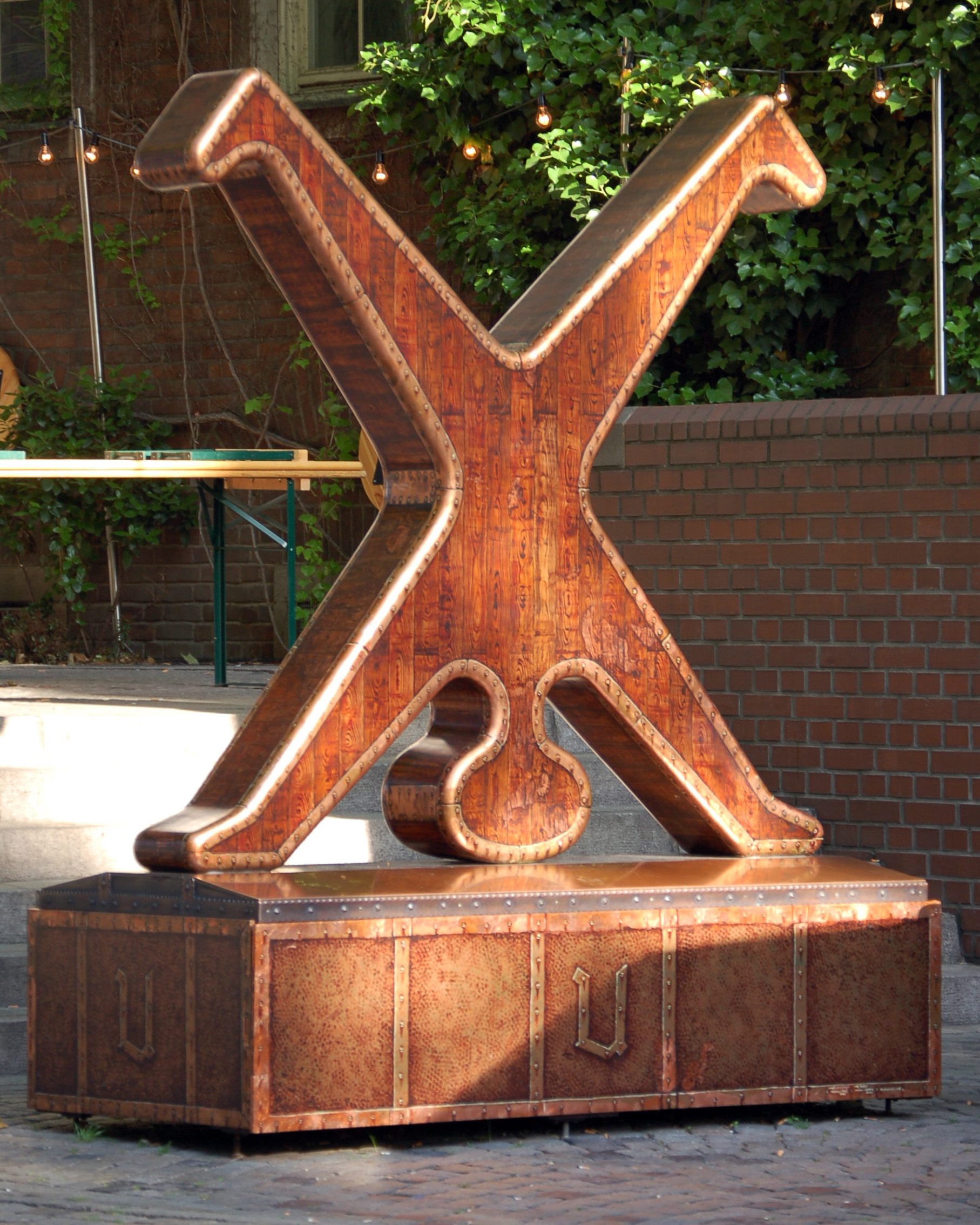
Skulptur vor dem Uerige-Brauereiausschank

Der Düsseldorfer Radschläger ist ein Wahrzeichen der Stadt. Das Radschlagen der Kinder gilt als die älteste Tradition von Düsseldorf. Das Symbol des Radschlägers findet sich auf vielen Souvenirs und in verschiedenen Düsseldorfer Namensgebungen wieder.

## Entstehungslegenden und Geschichte
Die Entstehung des Brauchs kann nicht an einem einzigen historischen Ereignis festgemacht werden, vielmehr ranken sich mehrere Geschichten um den Beginn der Düsseldorfer Radschläger.
Die wohl bekannteste Variante ist die um die Schlacht von Worringen. Graf Adolf hatte in der Schlacht 1288 den Kölner Erzbischof vernichtend geschlagen. Als eine Folge des Sieges erhielt Düsseldorf die Stadtrechte. Die Einwohner und vor allem die Kinder sind vor Freude auf die Straßen gelaufen und haben Räder geschlagen.
Eine andere Erzählart handelt von einem Hochzeitszug, bei dem an der Hochzeitskutsche ein Rad gebrochen sei. Um das drohende Unglück abzuwehren, sei ein Junge zur Kutsche gesprungen, habe das Rad festgehalten und sei somit zum lebenden Kutschrad geworden. Ob es sich hierbei um die Hochzeit von Jan Wellem und Anna Maria Luisa de’ Medici oder um die Hochzeit der Markgräfin Jacobe von Baden mit Johann Wilhelm I. gehandelt habe, ist umstritten.
Eine weitere Abwandlung nimmt ebendiese Hochzeit von 1585 der Markgräfin Jacobe von Baden mit Johann Wilhelm auf. Sie soll über ihre Heirat sehr unglücklich gewesen sein, aber die Radschläger, die neben ihrer Kutsche ihr Können zeigten, haben sie der Erzählung nach zum Lächeln bringen können.
Ende des 19. Jahrhunderts und Anfang des 20. Jahrhunderts wurden zahlreiche Reisende durch große Ausstellungen – den Vorläufern der heutigen Messen – in die Stadt gelockt. Dabei entdeckten die Kinder, dass Radschlagen eine einträgliche Einnahmequelle war. Das Bürgertum nahm augenzwinkernd dies als lokalpatriotische Symbolhandlung wahr. Riefen die Knirpse anfangs noch „för eene Penning“ (für einen Pfennig) „schlage ich das Rad“, wurde zuletzt als Gage schon mehr erwartet.
Die Wiege der Kinder, die ihre Radschlägerkünste vorführten, lag zwischen dem ehemaligen Theresienhospital, dem damaligen Douven'schem Haus und dem Düsselschlösschen, dort wo die Düssel in den Rhein mündet.
Als 1945 nach dem Krieg das evakuierte Jan-Wellem-Denkmal zurück in die Stadt geholt wurde, begleiteten neben Fackeln und Fanfaren auch radschlagende Knaben den Festzug.

## Radschläger im Stadtbild
Der Radschläger findet sich an mehreren Brunnen im Stadtgebiet. Am bekanntesten ist der Radschlägerbrunnen am Burgplatz mit Hans Müller-Schlössers Inschrift „Radschläger wolle mer blieve, wie jeck et de Minschen och drieve“ (Radschläger wollen wir bleiben, wie verrückt es die Menschen auch treiben), der 1954 von Alfred Zschorsch geschaffen und vom Heimatverein Düsseldorfer Jonges gestiftet wurde. Außerdem zeigt eine um 1927 von Willi Hoselmann gestaltete Schmuckvase auf der Uferschutzmauer am Rheinpark Golzheim das Radschläger-Motiv sowie zahlreiche Gullydeckel der Stadt.

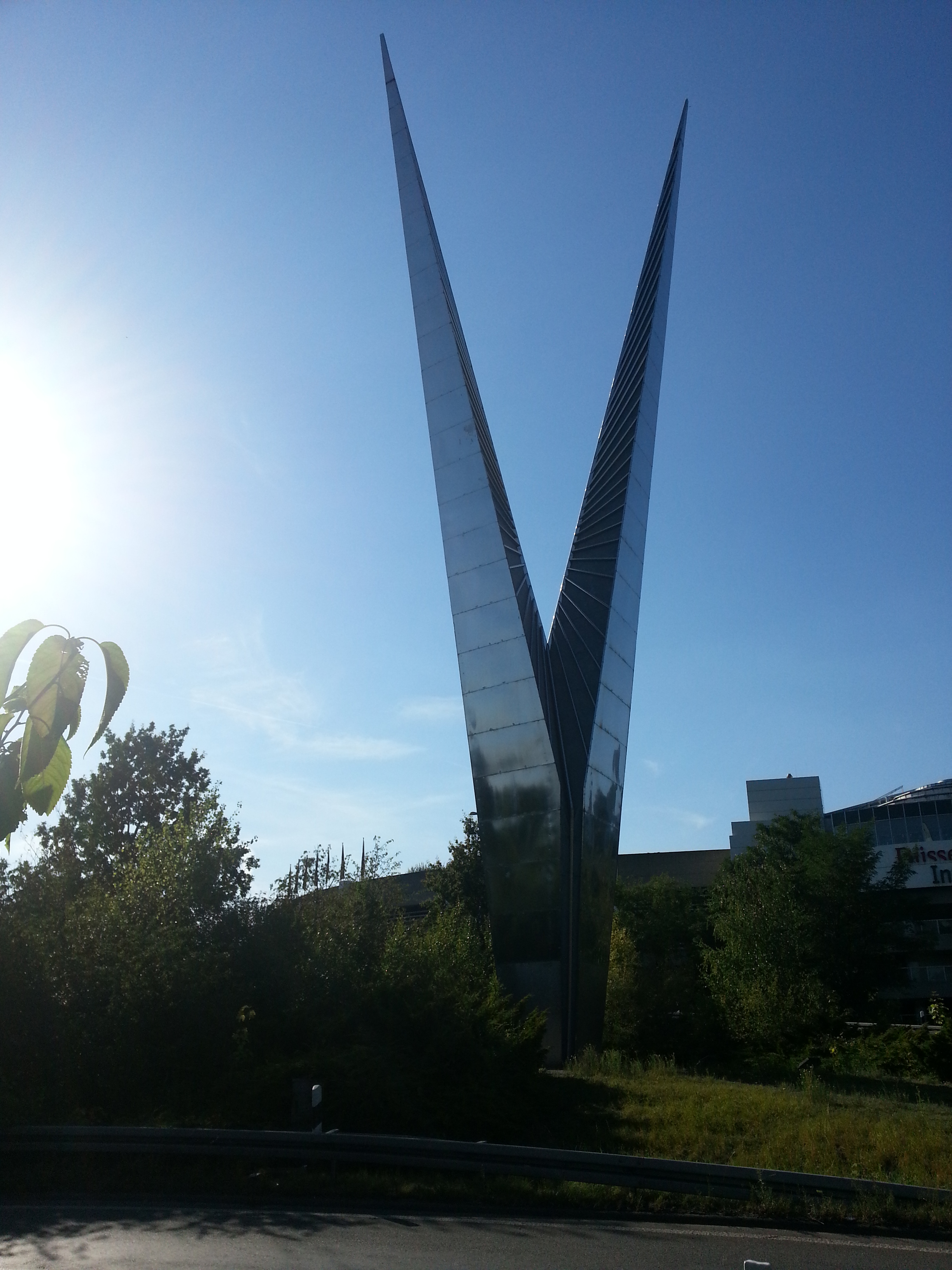
„Pylon“ von Max Kratz

Der bekannteste moderne Entwurf geht auf Goldschmiedekünstler Professor Friedrich Becker zurück. Er entwarf 1960 den minimalistischen Radschläger, der zuerst als Türklopfer an der Seiteneingangstür der Lambertuskirche angebracht wurde und später bei den ebenfalls von Friedrich Becker entworfenen Insignien der Stadt Düsseldorf integriert wurde, u. a. in der Oberbürgermeisterkette. 1995 schuf Becker den Radschläger-Würfel, eine Skulptur, die aus sechs stilisierten Radschlägern besteht.

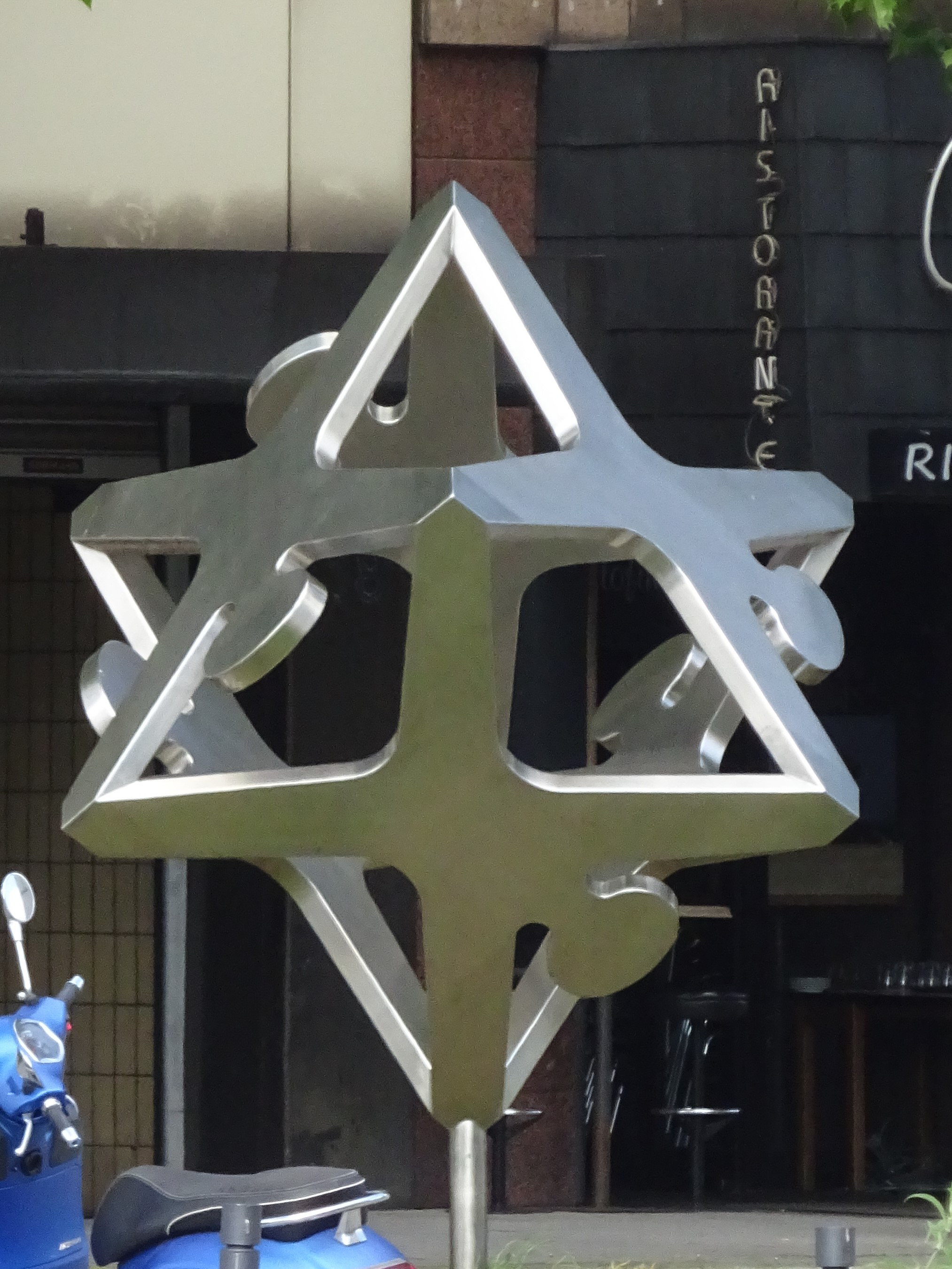
Radschlägerwürfel, Skulptur von Friedrich Becker, 1995

 Sie steht auf dem neu geschaffenen Platz in der Immermannstraße, Ecke Klosterstraße. Eine hohe Sichtbarkeit erfuhr Beckers Radschläger durch das Kunstprojekt „Radschläger-Kunst“ im Jahr 2001:
Über 100 Radschläger-Skulpturen nach seinem Entwurf wurden von Künstlern und Hobby-Künstlern gestaltet und im gesamten Stadtgebiet aufgestellt. Die Skulpturen sind zwei Meter hoch und breit und haben eine Tiefe von 30 Zentimetern. Ein Teil der Skulpturen wurde am Ende des Jahres 2001 von Privatleuten oder Firmen ersteigert und sind noch heute im Stadtbild sichtbar.

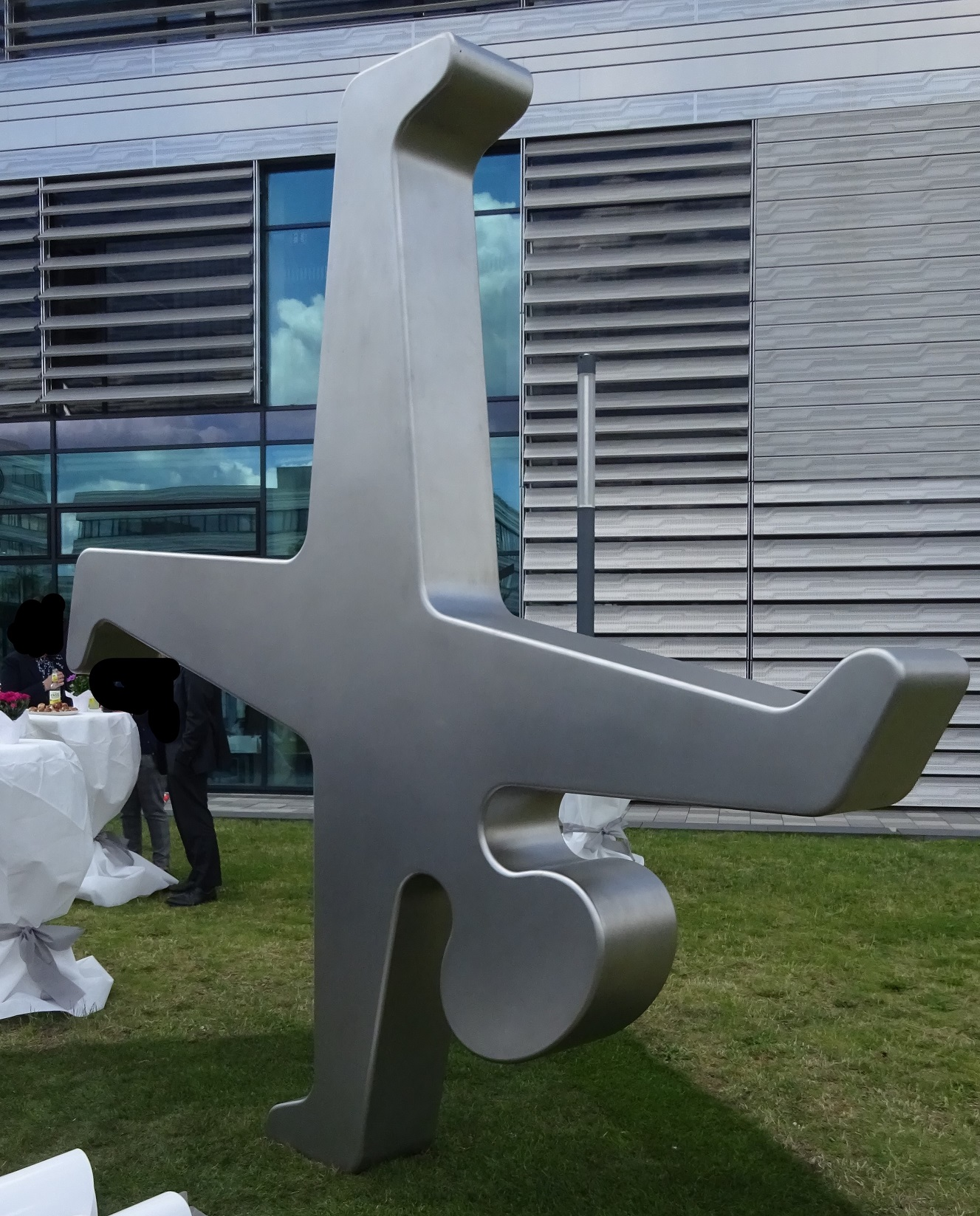
Radschläger-Skulptur, Entwurf Friedrich Becker, Hochschulcampus Düsseldorf.

Lebendig geblieben ist das Brauchtum insbesondere durch die Alde Düsseldorfer Bürgergesellschaft von 1920 e. V., die am 17. Oktober 1937 den ersten Radschlägerwettbewerb durchführte. Seit 1971 wird dieser jährlich im Juni zusammen mit der Stadtsparkasse auf der Königsallee, seit 2006 auf dem Rheinwerft unterhalb der Altstadt ausgetragen und ist zum festen Bestandteil im Düsseldorfer Veranstaltungsprogramm geworden. Regelmäßig nehmen über 500 Jungen und seit 1971 auch Mädchen daran teil. Das Radschlägerturnier ist ein Schnelligkeitswettbewerb, gesondert bewertet wird ein Stilwettbewerb.
Die im Volksmund Radschläger genannte Plastik, der mit einer Höhe von 36 Metern und 30 Tonnen schwere „Pylon“ aus V2A-Stahl von Max Kratz, steht heute vor dem Flughafen Düsseldorf. Die beiden auseinanderstrebenden Spitzen der Skulptur stilisieren die Beine des Düsseldorfer Radschlägers.
Im Jahr 2022 wurde eine Radschlägerskulptur nach einem Entwurf von Friedrich Becker auf dem Campus der Hochschule Düsseldorf aufgestellt. Friedrich Becker war Professor an der Werkkunstschule Düsseldorf, aus der die HSD hervorgegangen ist. 
Um die Urheberrechte an der Form des von Friedrich Becker geschaffenen Radschlägers gab es immer wieder Auseinandersetzungen. Das LG urteilte, dass der von der Beklagten geschaffene Radschläger ausreichenden Abstand wahrt zum Radschläger nach Becker. Das OLG Düsseldorf bestätigte mit Urteil vom 24. Februar 2022 die Sichtweise von Rechtsanwältin Maren Jackwerth, dass der von ihr verwendete Radschläger weiter genutzt werden darf. Hier wird besonders ausgeführt, dass der Jackwerth-Radschläger einen noch höheren Grad der Abstrahierung aufweist. 

Weitere Radschläger im Stadtbild
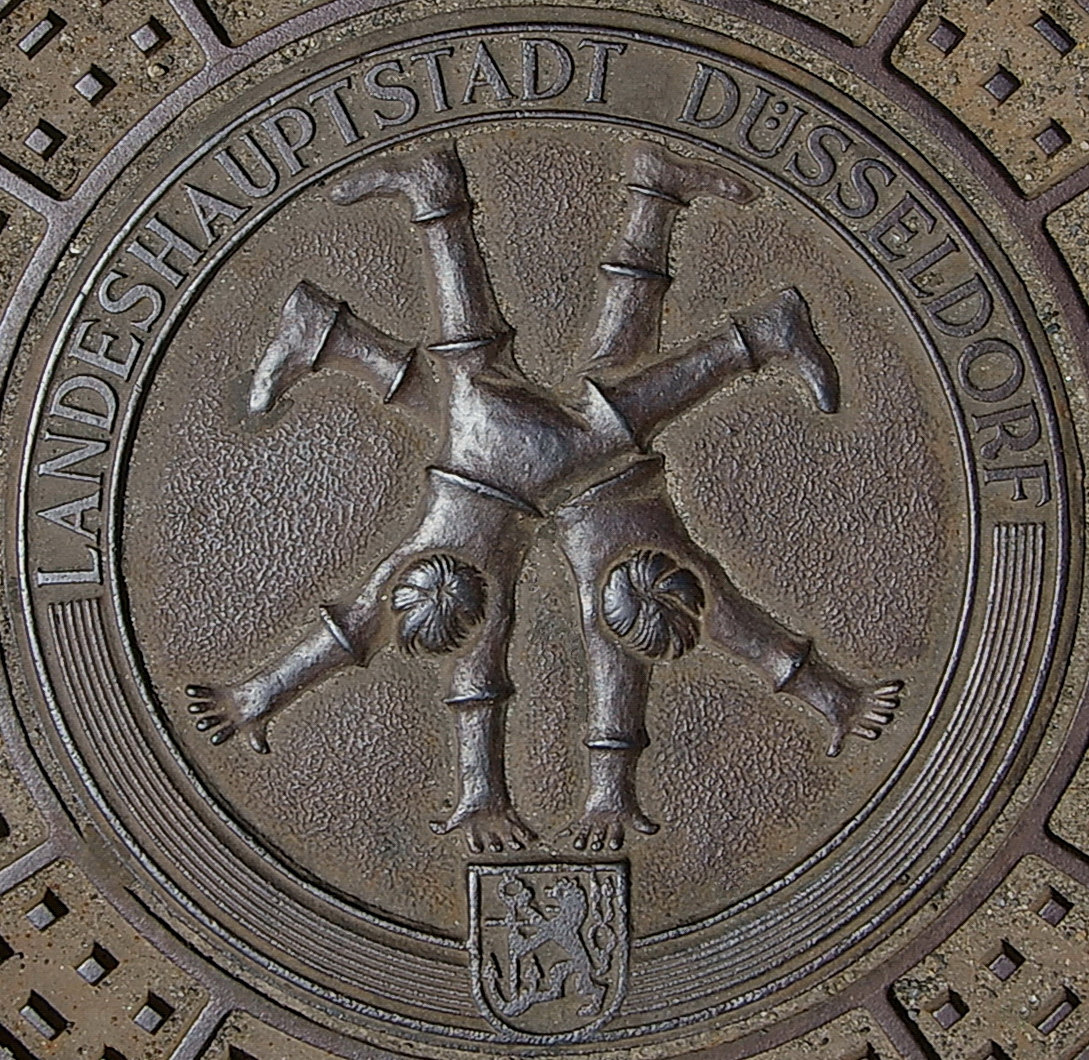
Kanaldeckel mit klassischer Darstellung
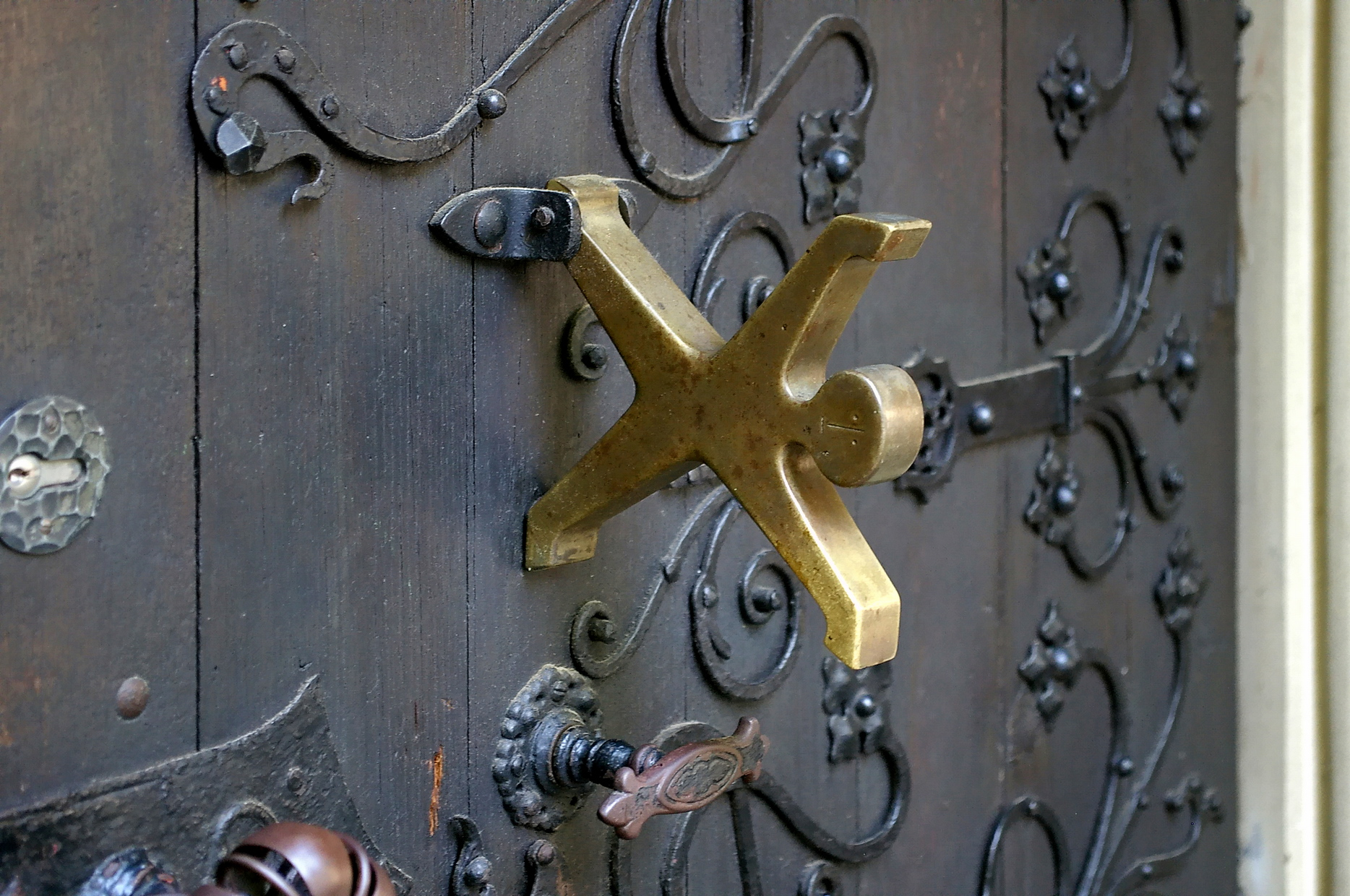
Türklopfer an St. Lambertus
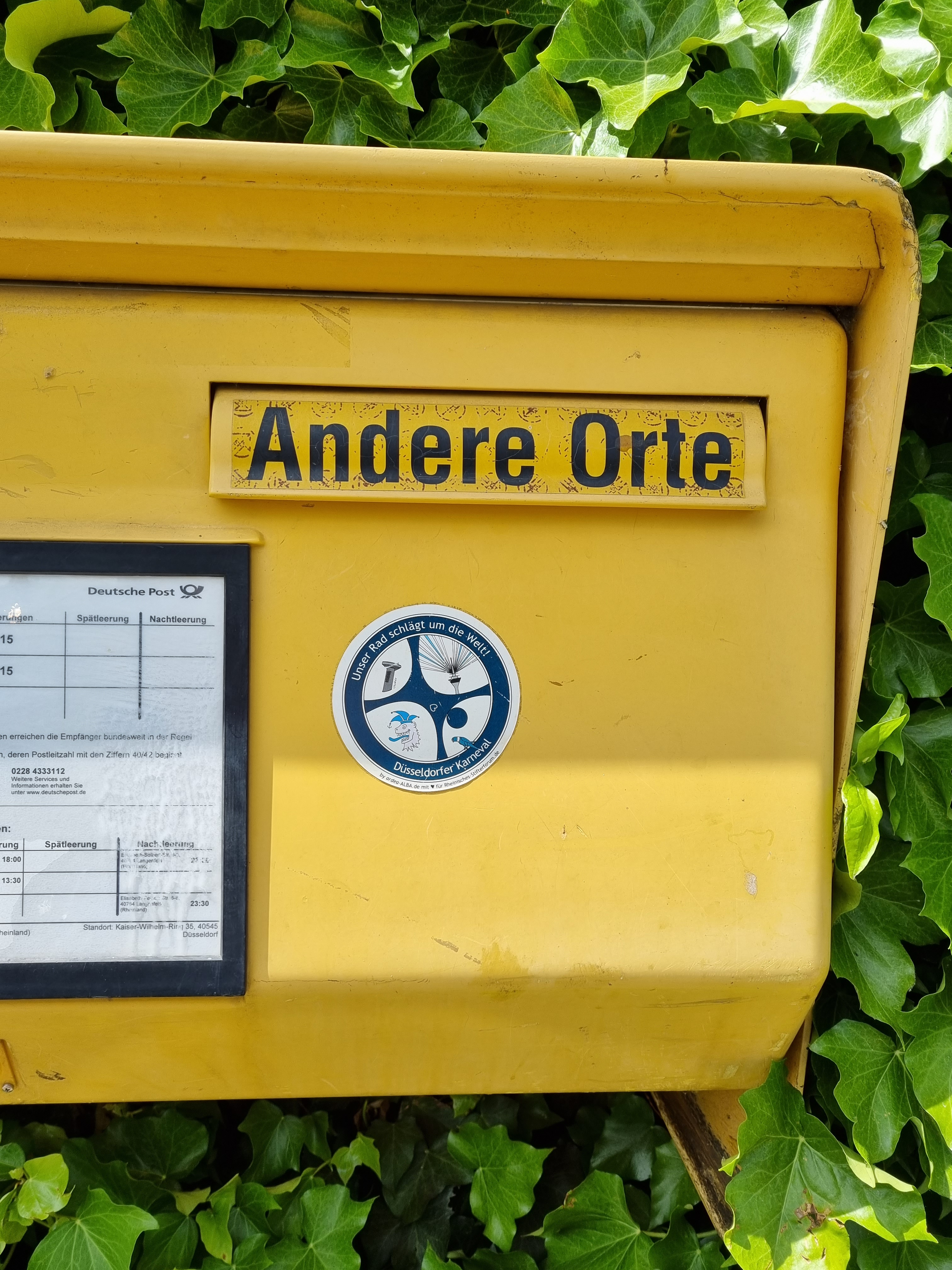
Briefkasten mit Düsseldorfer Siegel

## Sonstiges
Das Motiv der Radschläger wird vermarktet, etwa in Form von Souvenirs und Süßigkeiten. Auch ein in Düsseldorf beheimateter Flohmarkt, der Radschlägermarkt, ist nach ihnen benannt. Mit dem Düsseldorfer Siegel samt Jackwerth-Radschläger wird auf das Rheinische Stifterforum als Charityplattform und ardea-ALBA.de, sozialer Buchhandel aufmerksam gemacht.